# عباس حلمي الثاني
عباس حلمي الثاني بن محمد توفيق بن إسماعيل (14 يوليو 1874 - 19 ديسمبر 1944)، خديوي مصر من 8 يناير 1892 إلى عزله في 19 ديسمبر 1914، وهو سابع من حكم مصر من أسرة محمد علي، وآخر خديوي لمصر والسودان، وأمه هي أمينة هانم إلهامي حفيدة السلطان العثماني عبد المجيد الأول.

## عن حياته
هو أكبر أولاد الخديوي توفيق. ولد في غرة جمادى الآخرة سنة 1291 هـ (14 يوليو 1874)، والتحق في يناير 1881 بالمدرسة العلية التي كان أبوه قد أنشأها في عابدين، وفي سنة 1884، التحق وأخوه بمدرسة هكسوس بسويسرا، ثم انتقلا سنة 1888 إل مدرسة ترزيانوم بالنمسا لدراسة العلوم السياسية والعسكرية، ولدى بلوغه الثامنة عشرة مُنح رتبة الباشوية لكونه ولي عهد البلاد، وفي يوم الجمعة 8 يناير 1892، وردت إليه في مدينة فيينا برقية من رئيس مجلس النظار تبلغه بوفاة أبيه فاستعد للعودة إلى مصر، وفي اليوم التالي وصلت إلى رئيس مجلس النظار المصري برقية من الصدر الأعظم للدولة العثمانية بتولية عباس حلمي باشا خديوية مصر، وفقًا لفرمان وراثة الخديوية المصرية، ولذلك لكونه أكبر أبناء الخديوي المتوفى، وكلّف الصدر الأعظم رئيس مجلس النظار ـ بالاشتراك مع هيئة نظاره ـ بإدارة شؤون البلاد لحين وصول عباس حلمي إلى مصر.
وصل عباس حلمي الثاني إلى الإسكندرية صباح السبت 16 يناير، ثم توجه من فوره بالقطار إلى القاهرة فوصلها في الثانية بعد ظهر اليوم ذاته، وفي يوم الإثنين 18 يناير تولى عباس حلمي شؤون منصبه رسميًا.
حاول عباس حلمي الثاني أن ينتهج سياسة إصلاحية ويتقرب إلى المصريين ويقاوم الاحتلال البريطاني، فانتهز الإنجليز فرصة بوادر نشوب الحرب العالمية الأولى وكان وقتها خارج مصر، فخلعوه من الحكم وطلبوا منه عدم العودة ونصبوا عمه حسين كامل سلطانًا على مصر بدلًا من أن يكون خديوي. وفرضوا على مصر الحماية رسميًا، ويوجد في القاهرة كوبري باسمه وهو كوبري عباس الذي يربط بين جزيرة منيل الروضة والجيزة.

## أعماله بعد توليه الحكم
بعد عام من توليه الحكم أقال وزارة مصطفى فهمي باشا، فوقعت أزمة مع إنجلترا، وتحدى المندوب السامي البريطاني لورد كرومر فأدى ذلك إلى زيادة شعبيته، فعندما ذهب لصلاة الجمعة في مسجد الحسين في 11 يناير 1893 دوّت الهتافات بحياته وارتفع صوت الدعاء له وعبر الجميع عن حبهم له. وأرسل لورد كرومر لوزارة الخارجية في إنجلترا بأن الخديوي في حوار معه قال له إن إنجلترا وعدت بترك مصر وشرفها مقيد بهذا الوعد وظهر هذا في تصاريح الوزراء في مجلس النواب بل وفي خطب الملك. وسافر الخديوي للأستانة ليشكر السلطان عبد الحميد الثاني على الثقة التي أولاها له ولينال تأيدة على الخطوات العودة المصرية لحضن الخلافة، وقد ذكر الخديوي في مذكراته أن السلطان عبد الحميد الثاني شجعه على معارضة إنجلترا. وعندما عاد الخديوي واصل سياسة التحدى للاحتلال، وبإيعاز منه قررت لجنة مجلس شورى القوانين رفض زيادة الاعتماد المخصص للجيش البريطاني وتخفيض ضرائب الأطيان وتعميم التعليم، فاتهمه الإنجليز بأنه نسق مع نظارة مصطفى رياض باشا ولجنة المجلس، ولهذا اضطرت نظارة مصطفى رياض باشا للرضوخ لرغبة الإنجليز وزيادة الاعتمادات.

### قوة الجيش
على الرغم من الهزيمة السياسية له في هذه المعركة فإنه سرعان ما قرر خوض معركة جديدة، ففي 15 يناير 1894 زار أسوان ودعا 33 ضابطا لتناول الطعام معه، ثم أبدى للقائد العسكري الإنجليزي هربرت كتشنر بعض الملاحظات حول عدم كفاءة الجيش البريطاني، ولكن كتشنر لم يقبل هذه الملاحظات واعتبرها إهانة وأبلغ المندوب السامي لورد كرومر الذي بدوره أبلغ إنجلترا فثارت ضجة هناك وقالت الصحف إن الخديوي يعاملنا معاملة الأعداء وهددت بخلعه. وطلب لورد كرومر منه أن يصدر أمرًا عسكريًا يثني فيه على الجيش، فاضطر للإذعان في 21 يناير 1894. وإمعانًا في إذلاله طلبوا منه تغيير النظارة الحالية بأخرى بزعامة نوبار باشا.

### اشتباكات مع الإنجليز
وكنتيجة للشعور الوطني لدى الشعب اشتبك الأهالي مع بعض البحّارة الإنجليز فطلب لورد كرومر منه تشكيل محكمة خاصة، وأنشأت المحكمة وأصدرت أحكامها عليهم تترواح بين الحبس 3 إلى 8 شهور. ومع توالي الهزائم اضطر لإيقاف الصدام مع الإنجليز مؤقتًا والتحول لميدان آخر وهو إصلاح الأزهر وتنصيب شيخ جديد وإرسال كسوة الكعبة. كما إن الحظ وقف معه باستقالة نوبار باشا لظروفه الصحية. وفي 19 سبتمبر 1897 عاد الصدام حيث اشتبك الأهالي في قليوب مع فصيلة إنجليزية، فحاصر الإنجليز البلدة.

### فتح السودان
طلب الإنجليز من مصر إعادة فتح السودان بأموال مصرية ورجال من مصر، ومع هذا استولى الإنجليز عليها مما زاد من كراهية المصريين للإنجليز خاصة مع ظهور مصطفى كامل ومقالتة في جريدة اللواء ودعوته لوحدة مصر مع دولة الخلافة.

### حرب بين إنجلترا والعثمانيين في مصر
حاول الإنجليز دق إسفين بين مصر والدولة العثمانية، وفكروا في إقالة قاضي القضاة العثماني وتعيين قاضي مصري، فصرح أن تعيين قاضي شرعي في مصر ليس من سلطته ولكن من سلطة الخليفة الأعظم، وفي لقائه مع لورد كرومر تمكّن الخديوي عباس من فرض وجهة نظره ليحقق انتصار سياسي بعد عدة هزائم.
وفي 1904 وقع اتفاق ودي بين إنجلترا وفرنسا بمقتضاه تطلق إنجلترا يد فرنسا في مراكش وتطلق فرنسا يد إنجلترا في مصر، وبهذا خسرت مصر النقد اللاذع من الفرنسيين للإنجليز، فاضطر لمهادنتهم.

### حادثة دنشواي
في عام 1906 وقعت حادثة في دنشواي، وعقدت محاكمة للأهالي وصدر ضدهم أحكام قاسية، وسافر مصطفى كامل لإنجلترا وشرح المأساة حتى نجح في خلق رأي عام ضد سياسة لورد كرومر في مصر، واستجابت الحكومة البريطانية ومجلس النواب، وهاجم الأديب أيرلندي جورج برنارد شو الاحتلال، فأعفي لورد كرومر من منصبه في 12 أبريل 1907.

#### رحيل كرومر وما تلاه
في حفل وداع لورد كرومر أثنى على الخديوي توفيق وعلى نوبار باشا وتجاهله. وأعلن أن الاحتلال البريطاني سيدوم وذلك في تحد له وللمصرين. وفي 7 يناير 1908 أعلن العفو عن 9 من المحكوم عليهم بالأشغال الشاقة المؤبدة في حادثة دنشواي.
وفي عام 1908 أرسل وفد يطلب من وزارة الخارجية البريطانية منح مصر الحق في حكومة نيابية ذات سلطات معينة. وفي محاولة لإعادة سياسة الصدام وبإيعاز منه رفض البرلمان والحكومة مد امتياز قناة السويس على أساس إن هناك غبن وقع على مصر مقدارة 130 مليون جنية. وفي 27 سبتمبر 1911 وصل المندوب السامي الجديد هربرت كتشنر وحاول إجراء إصلاح محدود، فضم مجلس الشورى مع الجمعية العمومية في هيئة واحدة تسمى الجمعية التشريعية، وفي 22 يناير 1914 قام الخديوي بإصدار قرار بإنشاء الجمعية الجديدة وتعيين سعد زغلول رئيسًا لها.
وصل إليه إن هناك رشوة للنظار وإفسادهم ضد ولي الأمر، فقال له هربرت كتشنر إن رغبت في تغيير النظارة فلن نرضى إلا أن تكون تحت رئاسة مصطفى فهمي باشا، وتم ذلك وطلب من الخديوي القضاء على الرشوة. وإمعانًا في إذلاله طلب هربرت كتشنر بتغيير مصطفى فهمي باشا فعين حسين رشدي باشا.
وفي 21 مايو 1914 استقل يخت المحروسة في رحلة للخارج، وكان هذا آخر عهده في مصر، وكان آخر ما فعله توقيع أمرين بتنقلات وترقيات لرجال القضاء الأهلي ووضع سلطاته لرئيس الوزراء.

## محاولة اغتياله في إسطنبول
أقام بعد مغادرته مصر في فرنسا متنكرًا، ثم غادرها لتركيا. وفي 25 يوليو 1914 بينما كان خارج من الباب العالي قام شاب مصري يدعى «محمود مظهر» بإطلاق الرصاص عليه. وقال عن الحادثة:
| عباس حلمي الثاني | شعرت بانقباض صدر قبلها، وعندما رأيت الشاب يصوب المسدس إلي تمكنت من الإمساك بيده الممسكة بالمسدس ودفعه بعيدًا في الوقت الذي لم يتحرك فيه الحرس إلا متاخرًا وأصابني بعض الرصاص ولكن في مناطق غير مميتة وتناثرت الدماء على ملابسي وكيس نقودي ولكنها لم تصل إلى المصحف الذي كنت أحمله وهذا من لطف الله وحتى لو وصلت إليه لما مس هذا من قداسته. | عباس حلمي الثاني |

وتسبب هذا الحادث في تأخير عودته لمصر في الوقت الذي نشبت فيه الحرب العالمية الأولى ولم يعد السفر عبر البحار مأمونًا، وطلب السفير الإنجليزي في تركيا من الخديوي العودة إلى مصر، إلا إنه تردد فطلب منه أن يرحل إلى إيطاليا إلى أن تسمح الظروف بالعودة إلى مصر، إلا إنه رفض. وكانت الحرب حتى ذلك الوقت بين إنجلترا وألمانيا، إلا أن إنجلترا تعرف إنه كان هناك عداء تركي للإنجليز جعلهم يتشككون في نواياه.

## خلعه عن الحكم

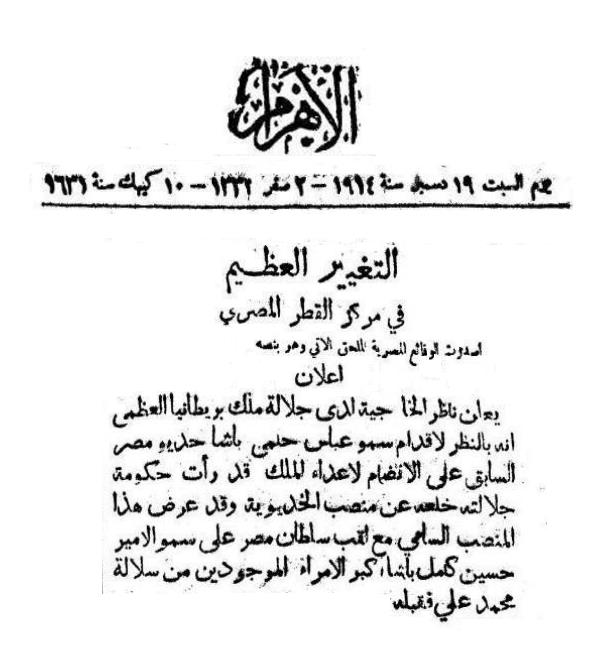
قرار خلع الخديوى عباس

كانت جميع الجهات في بريطانيا عدا الخارجية تطالب بخلعه، وفي 19 ديسمبر 1914 صدر القرار بعزله وجاء فيه:
| عباس حلمي الثاني | يعلن وزير الخارجية لدى جلالة ملك بريطانيا العظمى أنه بالنظر لإقدام سمو عباس حلمي باشا خديوي مصر السابق على الانضمام لأعداء جلالة الملك رأت حكومة جلالته خلعه من منصب الخديوية. | عباس حلمي الثاني |

بقي المصريون فترةً طويلةً من 1914 إلى 1931 يهتفون في مظاهراتهم ضد الاستعمار بـ«عباس جاي» على أساس أنه رمز لسيادة مصر ونهاية الحكم الإنجليزي وأن خلعه تم من جانبٍ واحدٍ دونما موافقةٍ من قبله أو السلطان العثماني صاحب الحق الرسمي بتعيين حاكم مصر، لكنه تنازل عن كافة حقوقه في عرش مصر بعد مفاوضاتٍ أجراها رئيس الوزارة إسماعيل صدقي باشا مقابل ثلاثين ألف جنيهٍ دفعتها الحكومة المصرية.
يرى بعضهم أنه لعب على حساباتٍ خاطئةٍ إذ وجد الدولة العثمانية تعادي روسيا حليفة إنجلترا، وأنه انتصار العثمانيين في الحرب ستؤدي لعودته إلى القاهرة رافعاً رايات النصر، ولكن بعد أربع سنوات احتل الإنجليز الشام وخسر العثمانيون الحرب وتصدعت دولة الخلافة.

### قانون تنظيم وراثة العرش في أسرة محمد على
بعد حصول مصر على الاستقلال أصدر الملك فؤاد الأمر الملكي رقم 25 لسنة 1923 الخاص بتنظيم وراثة العرش في أسرة محمد علي وجاء في المادة الثالثة منه نص خاص يقضي باستثناء الخديوي عباس حلمي الثاني من تولّي العرش ولو استحقه طبقاً لقاعدة الأكبر من الذكور في أسرة محمد علي، وعليه غدا الأمير محمد عبد المنعم ابن الخديوي عباس حلمي يتطلع لفترةٍ طويلةٍ لعرش مصر باعتباره أكبر الذكور في العائلة.

## وفاته
توفي الخديوي عباس حلمي الثاني في منفاه في سويسرا في 19 ديسمبر 1944 أثناء حكم الملك فاروق لمصر .. من الصدف أن تاريخ وفاة الخديوي عباس حلمي الثاني يوافق نفس تاريخ خلعه عن الحكم بعد 30 عاما.
نظرا لظروف الحرب العالمية الثانية وقت وفاة الخديوي عباس حلمي الثاني عاد جثمانه إلى مصر في 26 أكتوبر 1945 وتم دفنه في «تربة أفندينا» وهي مقابر أسرة الخديوي توفيق بالقاهرة.

## زوجاته وأبناؤه
تزوج الخديوي عباس حلمي الثاني مرتين:
الأولى من إقبال هانم وتزوجها في 19 فبراير 1895، وأنجبا 6 أبناء هم:
- الأمير محمد عبد المنعم (الوصي على العرش بعد ثورة يوليو).
- الأمير محمد عبد القادر.
- الأميرة أمينة
- الأميرة عطية الله.
- الأميرة فتحية.
- الأميرة لطيفة شوكت.

أما زوجته الثانية فهي جاويدان هانم وتزوجها في مارس 1910 وطلّقها في 1913 ولم ينجب منها.

## معرض الصور

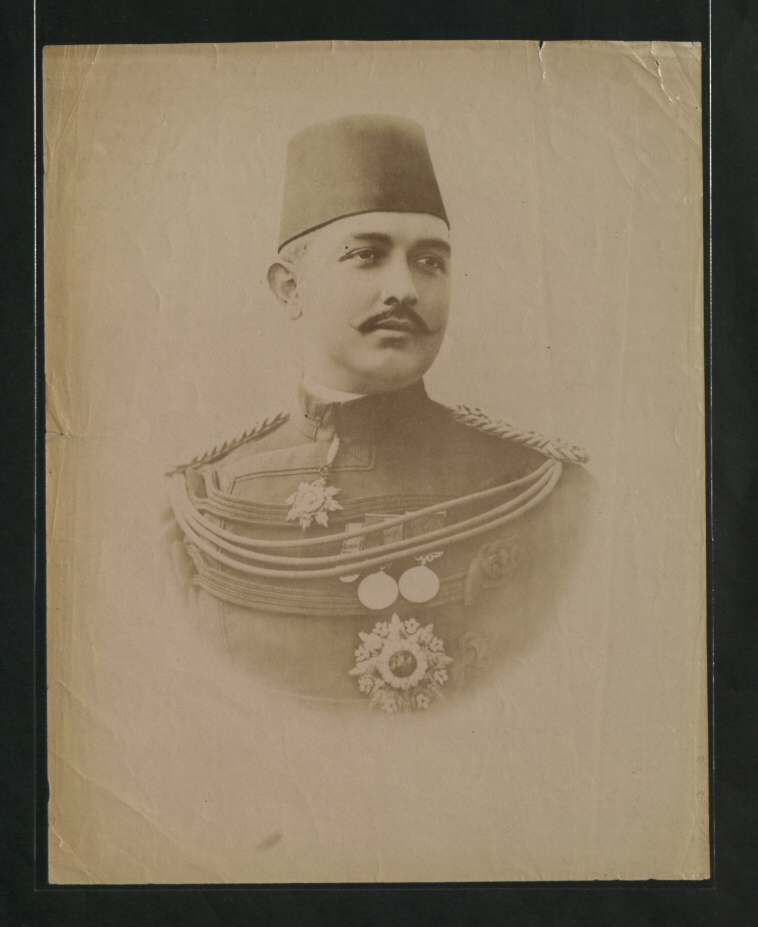
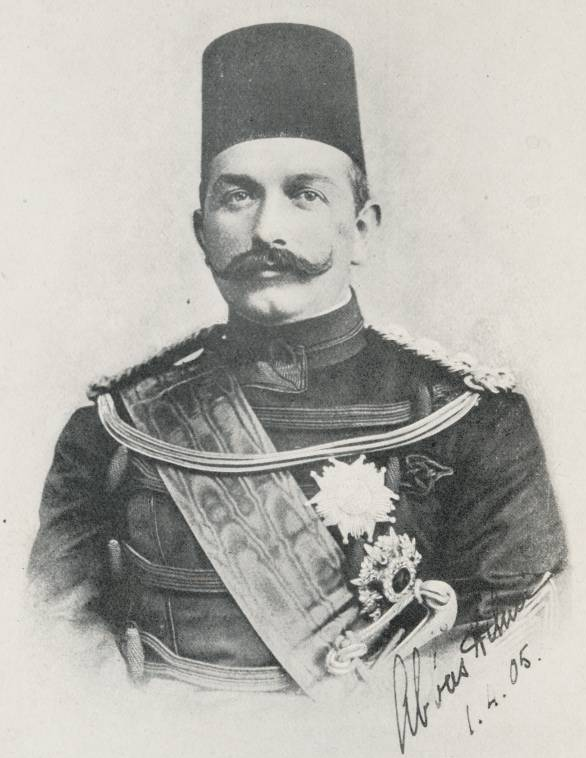
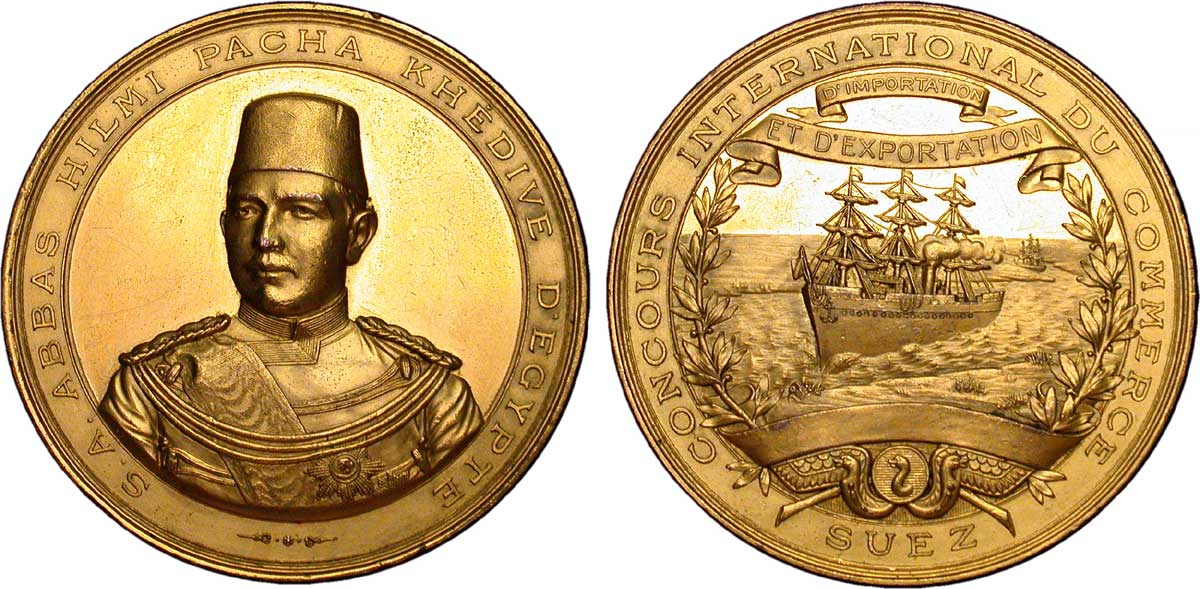
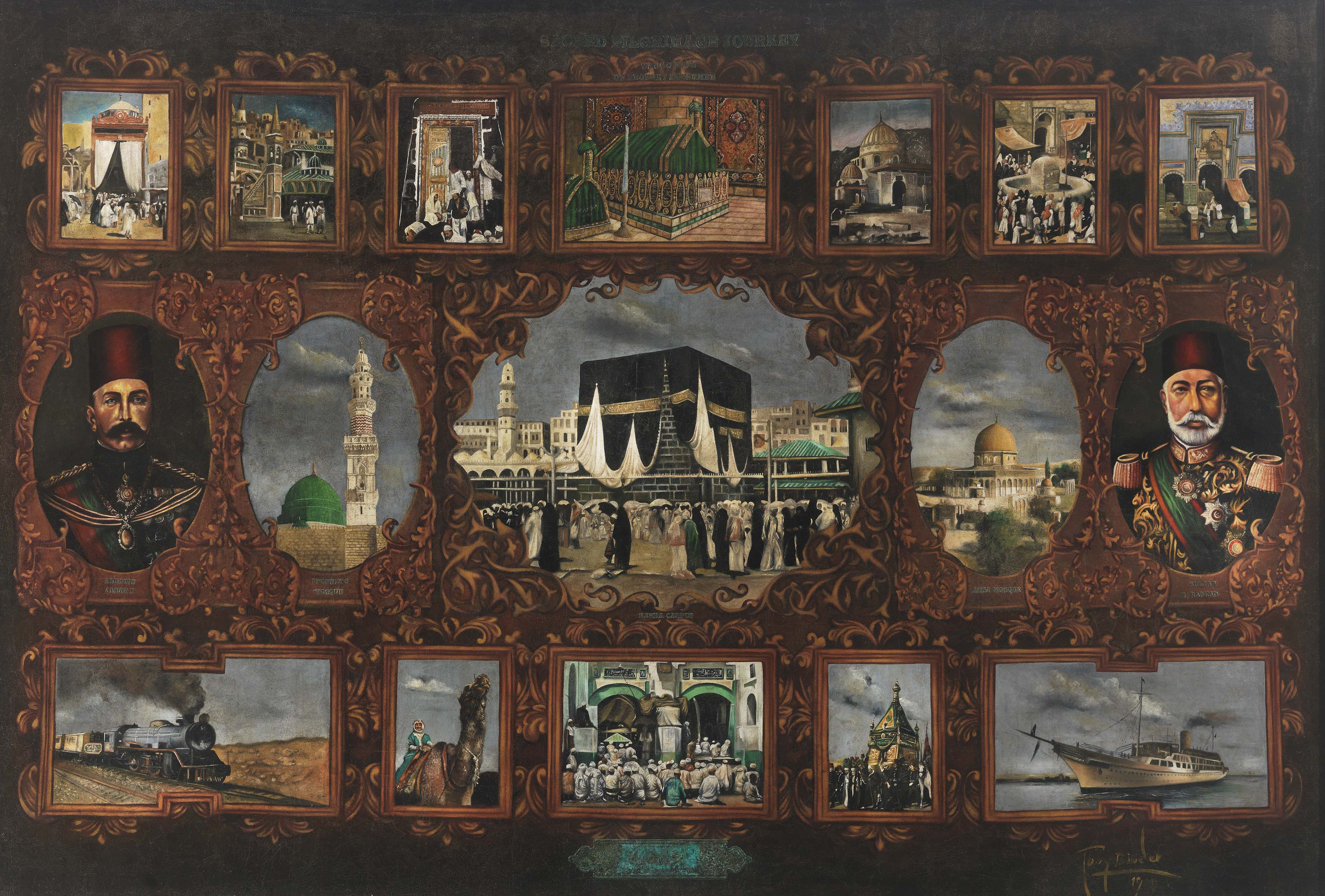
«الرحلة الحجازية»، لوحة تحتفي بذكرى حج عباس باشا للبيت الحرام
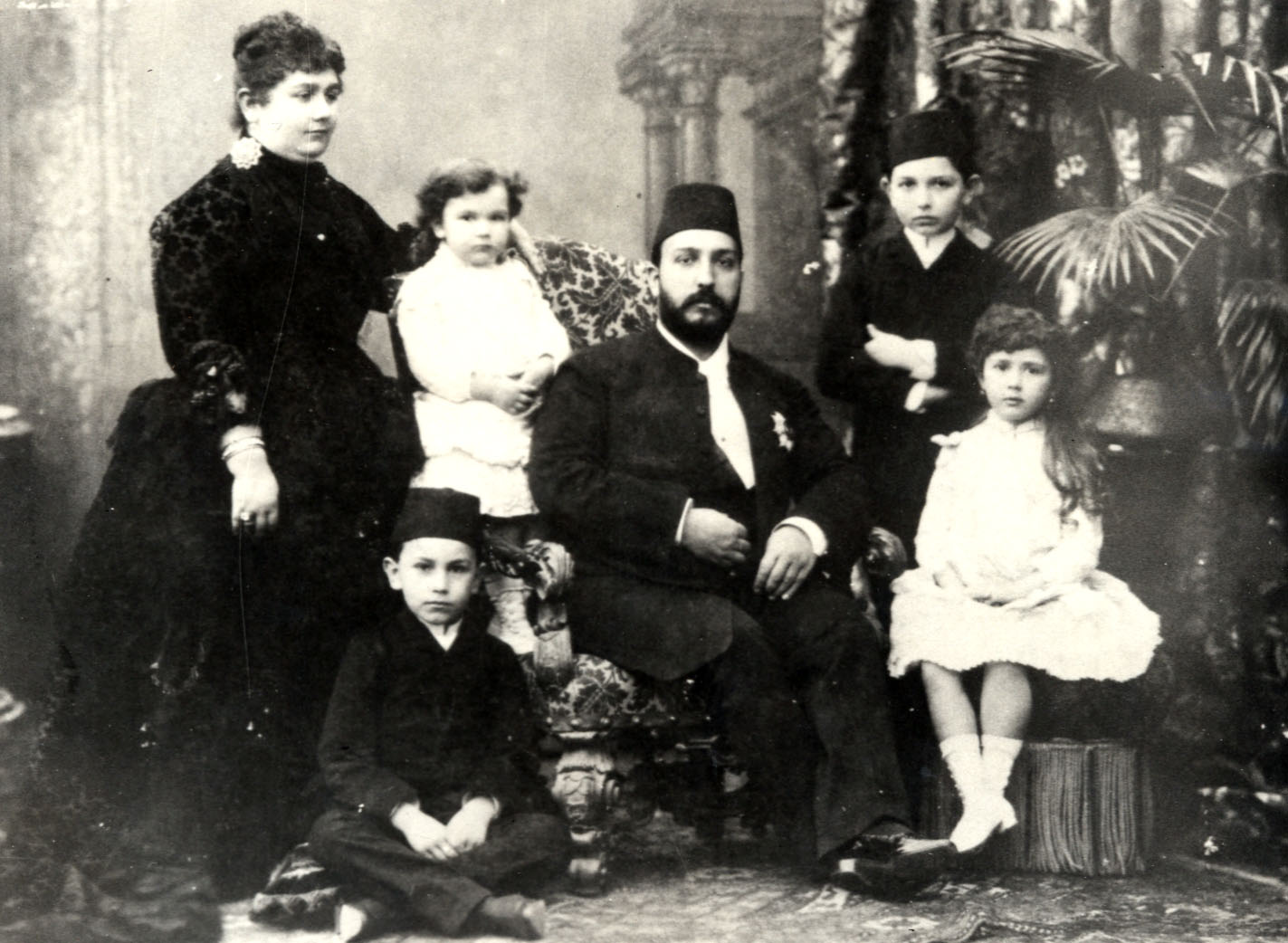
عباس حلمي الثاني جالسا مع والدة الخديوي محمد توفيق
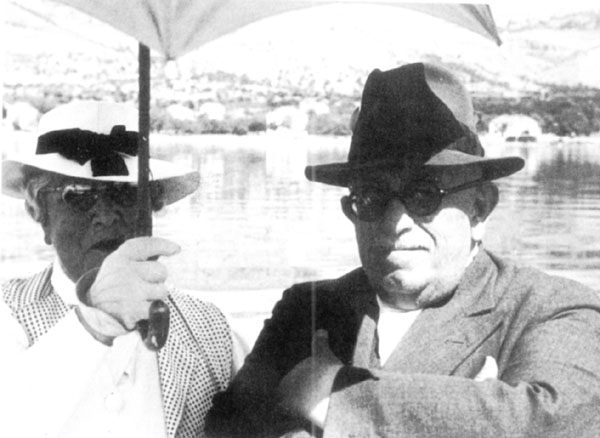
في أواخر أيامه

## روابط خارجية
- عباس حلمي الثاني على موقع الموسوعة البريطانية (الإنجليزية)